# Peta Buscombe
Pour les articles homonymes, voir Buscombe.
Peta Jane Buscombe, baronne Buscombe (née O'Flynn, le 12 mars 1954) est une avocate, un régulateur et une personnalité politique anglaise. Elle est membre conservateur de la Chambre des lords. Elle est directrice générale de la Advertising Association de 2007 à 2009 et présidente de la Press Complaints Commission  d'avril 2009  au 16 octobre 2011.

## Jeunesse et carrière
Elle fait ses études à la Rosebery Grammar School, Epsom, et à la Inns of Court School of Law. Elle est appelée au Barreau du Inner Temple en 1977 et travaille comme Conseillère Juridique pour la Fédération du Commerce Laitier de 1979 à 1980. Elle travaille ensuite en tant que Conseillère juridique pour Barclays jusqu'en 1984, après quoi elle est secrétaire adjointe de l'Institut des praticiens en publicité jusqu'en 1987. Elle est associée et directeur conjoint de Buscombe et Fiala, une entreprise d'art internationale, de 1991 à 1995.

## Carrière politique
Elle se présente comme candidate conservatrice à Slough aux élections générales de 1997.
Le 23 juillet 1998, elle est créée pair à vie en tant que baronne Buscombe, de Goring dans le comté d'Oxfordshire. Elle est porte-parole des conservateurs à la Chambre des lords sur plusieurs sujets, notamment sur les affaires, l'innovation et les compétences; Culture, médias et sport; Éducation; et Accueil Affaires constitutionnelles et juridiques; et est également membre du Comité mixte des droits de l'homme ,.
Son bilan de vote est résumé par le whip public . Elle a voté contre l'introduction de cartes d'identité, une intégration accrue dans l'UE, un système d'asile plus strict et l'interdiction de la chasse. Elle a voté en faveur de la lutte contre le changement climatique . Elle a voté pour une plus grande autonomie des écoles.
Le 21 décembre 2016, elle est nommée Lord-in-waiting (c.-à-d. Whip du gouvernement à la Chambre des lords) .
Elle est ministre du travail et des pensions, pour la Chambre des lords, de juin 2017 à juillet 2019. Pendant ce temps, elle s'occupe des petites entreprises, du travail et des pensions.

## Carrière professionnelle
Elle est directrice générale de la Advertising Association en 2007, où elle dirige la mise en œuvre de la campagne Change4Life, un programme parrainé par le gouvernement soutenu par des marques de consommateurs et des médias et conçu pour lutter contre l'obésité à travers le Royaume-Uni. Le rédacteur en chef de la Marketing Week, Stuart Smith, décrit Buscombe comme «le plus formidable défenseur que le secteur des communications commerciales ait connu depuis des années» .
Elle est présidente de la Press Complaints Commission d'avril 2009 à octobre 2011.
Elle est directrice non exécutive d'Affinity Water plc (anciennement Three Valleys Water) , jusqu'en 2015 et de Local World Ltd  jusqu'en 2016, et est également présidente du conseil consultatif de Samaritans jusqu'en 2017.
Elle est gouverneure à la Langley Hall Primary Academy à Langley, Berkshire, jusqu'en 2016.
Elle est élue Maître Buscombe, à Inner Temple, en tant que Conseiller Gouverneur en 2019 .
Elle épouse Philip Buscombe en 1980. Ils ont trois enfants.